# Pump It Up
《Pump It Up》（英语直译：泵起来）简称“PIU”或“Pump”，是一款由韩国Andamiro公司发布的一款跳舞机游戏。该游戏是由五個箭頭組成的的跳舞毯或踏板，玩家根據屏幕上的指示踩下相應的箭頭；该游戏的第一个版本在韩国于1999年8月发售，且该游戏发售至其他国家的市场。目前最新作为《PHOENIX》

## 法定权利问题
KONAMI于2000年在韩国首尔发布了一份律师信给了Andamiro公司，投诉Pump it Up跳舞机疑似侵权他们的原创跳舞机——Pop'n stage。这份Konami公司发布的律师信引起了法院的注意，但Andamiro后来申诉称的同时，Andamiro控告Konami在美国加州声称DDR跳舞机侵犯了Pump it Up的专利。虽然最终两者的律师信都都在法院外解决了，但两者公司都不愿意公开透露他们生产的跳舞机详细细节。